# Hungry Like the Wolf
Singles de Duran Duran
My Own Way
(1981) Save a Prayer
(1982)
Hungry Like the Wolf est une chanson du groupe Duran Duran, parue sur l'album Rio le 10 mai 1982, précédé d'une sortie en single six jours plus tôt. 
En 1995, elle est sélectionnée par le Rock and Roll Hall of Fame, comme l'une des « 500 chansons qui ont façonné le rock 'n' roll ».

## Clip
Le clip est réalisé par l'Australien Russell Mulcahy et évoque Les Aventuriers de l'arche perdue, sorti un an plus tôt. Lorsque le groupe parle d'un clip dans une jungle avec des femmes exotiques, le réalisateur suggère le Sri Lanka, pays qu'il vient juste de visiter. EMI dépense alors 200 000 $ pour envoyer Duran Duran là-bas. Le groupe s'y rend en avril, sur le chemin de leur tournée australienne. Au Sri Lanka, ils tournent également les vidéos de Lonely In Your Nightmare et Save a Prayer.
Alors que Nick Rhodes et Andy Taylor peaufinent le mixage de l'album Rio, le reste du groupe commence le tournage de la vidéo ; ils sont ensuite rejoints par Nick et Andy,.
En 1984, le clip remporte le tout premier Grammy Award du meilleur clip, ex æquo avec un autre clip du groupe, Girls on Film (réalisé par Godley & Creme).

## Liste des titres
| - 7" : EMI / EMI 5295 (Royaume-Uni) 1. Hungry Like the Wolf (version single) – 3:23 2. Careless Memories (Live version) – 4:11 - 7" : Harvest / B-5134 (États-Unis) 1. Hungry Like the Wolf (version single) – 3:23 2. Careless Memories (Live version) – 4:11 - 7" : Harvest / B-5195 (États-Unis) 1. Hungry Like the Wolf (US Album remix) – 4:11 2. Hungry Like the Wolf (Night Version) – 5:14 | - 12" : EMI / 12 EMI5295 (Royaume-Uni) 1. Hungry Like the Wolf (Night version) – 5:14 2. Careless Memories (Live version) – 4:11 - CD du box set Singles Box Set 1981–1985 1. Hungry Like the Wolf (version single) – 3:23 2. Careless Memories (Live version) – 4:11 3. Hungry Like the Wolf (Night version) – 5:14 |

## Classements
| Classement (1982-83)              | Meilleure place |
| --------------------------------- | --------------- |
| États-Unis (Hot 100)              | 3               |
| Nouvelle-Zélande (RMNZ)           | 4               |
| Pays-Bas (Single Top 100)         | 50              |
| Australie (Kent Music Report)     | 5               |
| Canada (RPM 50 Singles)           | 1               |
| Irlande (IRMA)                    | 4               |
| Italie (FIMI)                     | 32              |
| Pologne (Polish Singles Chart)    | 25              |
| Afrique du Sud (Springbok Charts) | 4               |
| Royaume-Uni (UK Singles Chart)    | 5               |

## Crédits
Duran Duran
- Simon Le Bon : chant principal
- Nick Rhodes : claviers, synthétiseur
- John Taylor : guitare basse, chœurs
- Roger Taylor : batterie, percussions
- Andy Taylor : guitare, chœurs

Autres
- Colin Thurston : producteur, ingénieur du son
- David Kershenbaum : remix

## Culture populaire

### Reprises
- 2012 : medley avec Rio, dans l'épisode 15 de la 3e saison de Glee, par les personnages Blaine Anderson, Cooper Anderson et les New Directions.
- 2018 : Muse reprend le morceau lors de l'émission Taratata en novembre 2018.

### Films, séries et publicités
- 1982 : dans la publicité pour la marque de sauces américaine Old Spice, interprétée par Bruce Campbell.
- 2002 : dans le film Méchant Menteur.
- 2003 : bande originale de Retour à la fac.
- 2004 : dans le court métrage Far Far Away Idol disponible dans les bonus du DVD de Shrek 2.
- 2005 : dans l'épisode 5 de la quatrième saison de The Shield, le personnage de Dutch Wagenbach (incarné par Jay Karnes) chante le refrain de la chanson dans sa voiture. En 2007, la chanson est présente dans la comédie américaine How to Rob a Bank.
- 2008 : dans l'épisode 20 de la deuxième saison de Chuck (série télévisée).
- 2009 : dans Vous prendrez bien un dernier vert ?, vidéofilm de la série d'animation Futurama le personnage Zapp Brannigan chante la chanson.
- 2011 : bande originale du film Une soirée d'enfer.
- 2013 : dans l'épisode Destruction mutuelle assurée de Doctor Who qui se déroule en 1983, Clara Oswald et le Docteur doivent désarmer la séquence de lancement d'un missile nucléaire.